# Марко Брајновић
Марко Брајновић (или Марко Браиновић; Сплит, 17. јул 1920 — Беч, 16. децембар 2010) био је југословенски ватерполиста, освајач сребрне медаље на Олимпијским играма 1952. године.

## Спортска биографија
Рођен је 17. јула 1920. године у Сплиту. Реалну гимназију је завршио у Сплиту 1939. године, а студије машинства 1953. у Загребу. Ватерполо је почео да тренира у екипи Јадрана 1930, а од 1938. до 1956. године је играо за прву екипу. Прву титулу првака Југославије освојио је 1939. године као члан Јадрана. После Другог светског рата освојио је још четири титуле државног првака 1946, 1947, 1948 и 1954. године. За Јадран је одиграо око 600 утакмица.
Наступао је за репрезентацију Југославије. Највећи успех му је освајање сребрне медаље на Олимпијским играма у Хелсинкију 1952. године. За репрезентацију је играо од 1948. до 1953, одигравши 42 утакмице. Играо је за Југославију и на Олимпијским играма 1948. године у Лондону. Био је део репрезентације која је освојила бронзану медаљу на Европском првенству 1950. године.
Године 1976. примио је златну плакету Савеза за физичку културу Југославије за велика спортска достигнућа. Заслужни спортиста Југославије.
Преминуо је 16. децембра 2010. године у Бечу, сахрањен је на сплитском гробљу Ловринац.

## Успеси
Играч
Југославија
- медаље
- сребро : Олимпијске игре Хелсинки 1952.